# Geschiedenis van Overschie

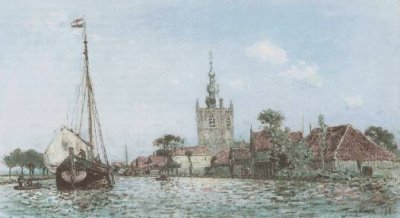
Schie en kerk van Overschie door Jongkind

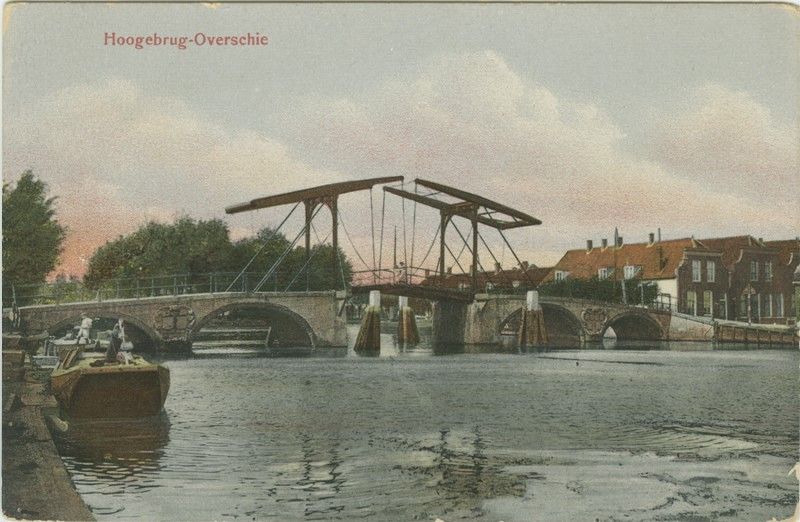
Hoge Brug over de Delfshavense Schie

Dit artikel behandelt de geschiedenis van Overschie vanaf het ontstaan van het dorp Schie of Scyhe tot aan de annexatie door Rotterdam. Na de stichting van NieuwerSchie - het tegenwoordige Schiedam - werd Schie Ouderschie, dat verbasterd werd tot Overschie.
Voor 1795 was Overschie een ambacht, tussen 1795 en 1812 la Commune d'Overschie en tussen 1812 en 1941 de zelfstandige gemeente Overschie.

## Toponymieën
In Overschie komen de vier wateren bij elkaar die alle vier kortweg met Schie worden aangeduid: De Delfshavense Schie, de Delftse Schie, de Rotterdamse Schie en de Schiedamse Schie.
"Schie" zou scheiding kunnen betekenen tussen de naastliggende gebieden, het oude Maasland en Schieland.
Overschie ligt niet over de Schie, maar het is een verbastering van OuderSchie of OuwerSchie. In het Latijn (waarin vroeger alle akten geschreven werden) bestaat geen verschil tussen de letters u en v, waardoor de verbastering ontstaan kan zijn. Als Ouder oud betekent zou er ook een Nieuwer Schie moeten zijn, dat inderdaad voorkomt op kaarten boven Schiedam, dat toen zelf een buitendijks gors was, dat pas rond 1250 afgedamd werd.
Voor 1200 was er nog maar één Schie. In een oorkonde uit 1200 wordt Overschie nog Scyhe genoemd. In 1272, nadat de Schielandse Hoge Zeedijk aangelegd is, worden er plaatsen omschreven als Nieuwendamme en Ouden Damme, en in 1288 heet Overschie Ouder Schye.
Als in 1596 het ambacht de Hoogenban te koop komt te staan wordt er nog Ouerschye en Ouerschie gebruikt, eenduidigheid in schrijfwijze was er niet. Deze Hoogenban was evenals Overschie een ambachtsheerlijkheid, dat later met Overschie samengevoegd werd. Ban of banne was vroeger ook een naam voor een rechtsgebied.

## Ligging
Het dorp Overschie ligt aan de rivier de Schie, die loopt van Delft naar het zuiden, en dan bij Overschie een scherpe bocht naar het westen maakt en vervolgens uitmondt via de boven vermelde Schieën in de Nieuwe Maas. 
Het gebied rond Overschie bestond uit veenpoelen en plassen, die afgewaterd en verveend werden, rondom in de omgeving werden een aantal burchten gebouwd.
Het ambacht Overschie betrof de polders ten oosten van deze Schie.
In 1823 na de gemeentelijke herindeling, waarin Delfshaven een zelfstandige gemeente werd, omvatte Overschie, naast het dorp Overschie de polders Blijdorp, Zestienhoven, Schieveen en de Spaanse polder. De oostgrens met de gemeente Rotterdam lag, waar nu NS-station Rotterdam CS ligt.
Onderstaand drie delen uit een kaart van het Hoogheemraadschap van Schieland uit 1611, gemaakt door Delftenaar Floris Balthasars van Berckenrode. Daarnaast een luchtfoto van de cartografische dienst van de KLM uit 1924.
Bovenin op de kaart het dorp Overschie, ten oosten ervan het ambacht, en ten zuidoosten de polders die tot de gemeente Overschie behoorden. 

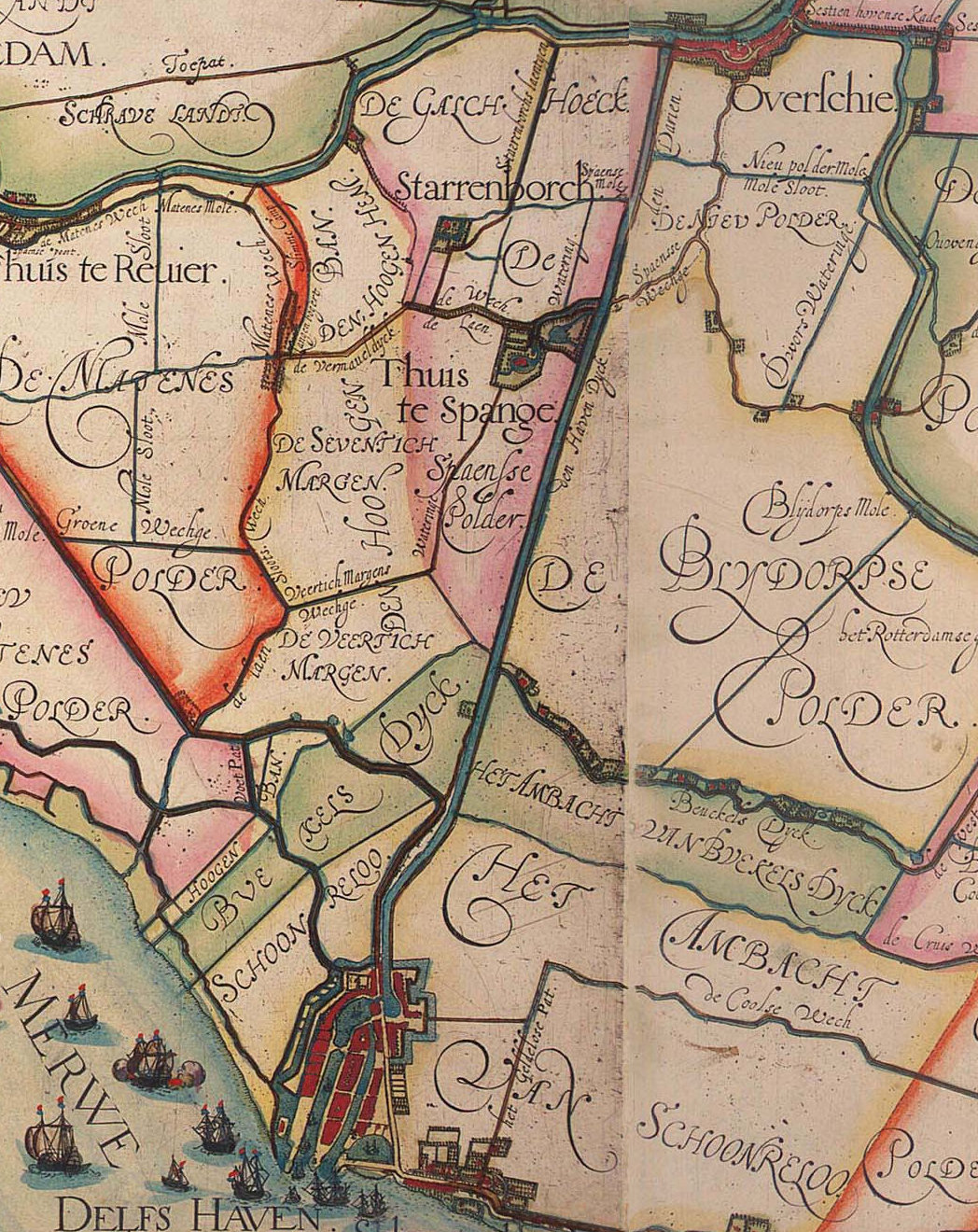
Delfshavense Schie 1611, op een kaart van Floris Balthasar.
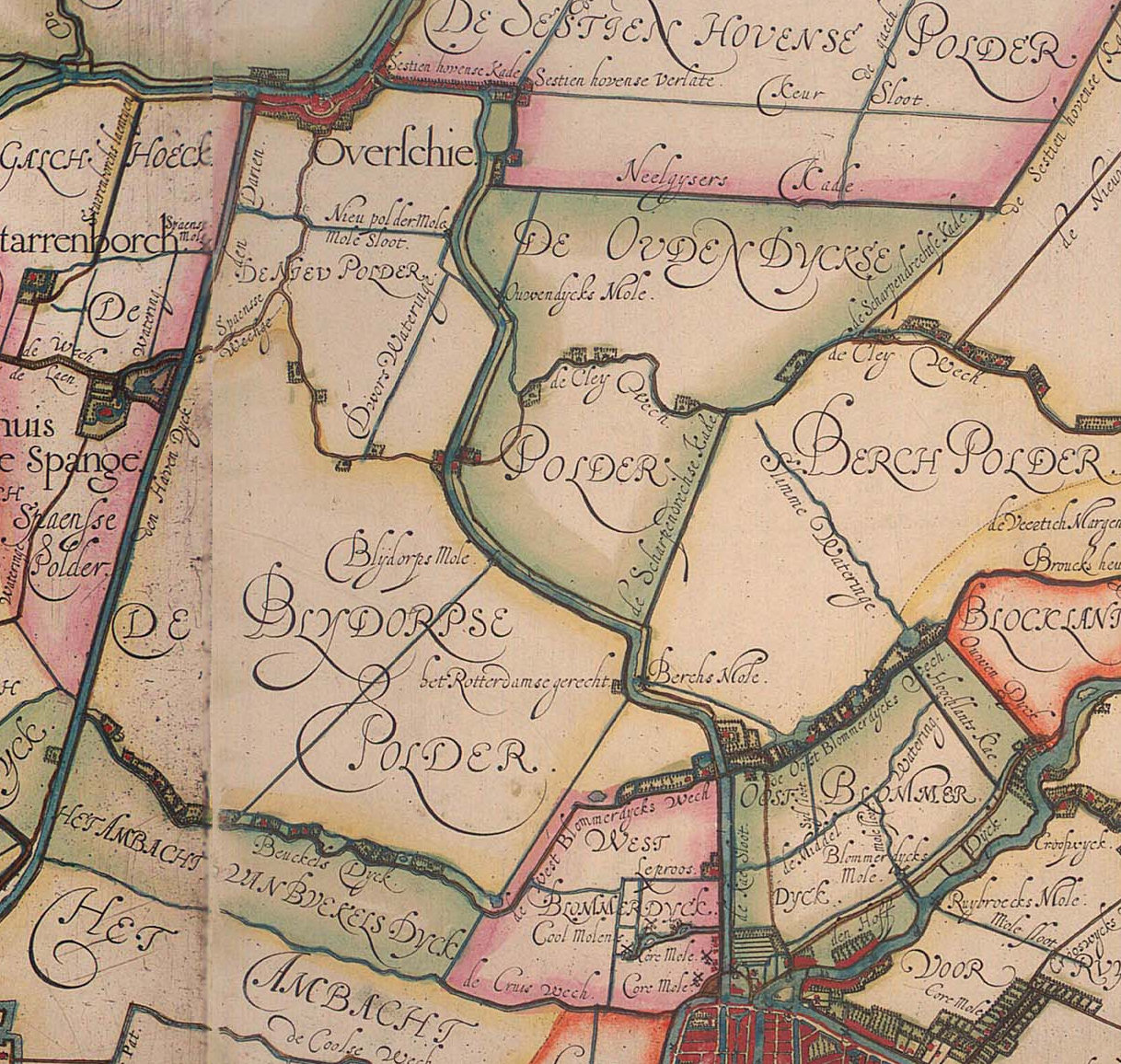
Blijdorpse polder 1611, op een kaart van Floris Balthasar.
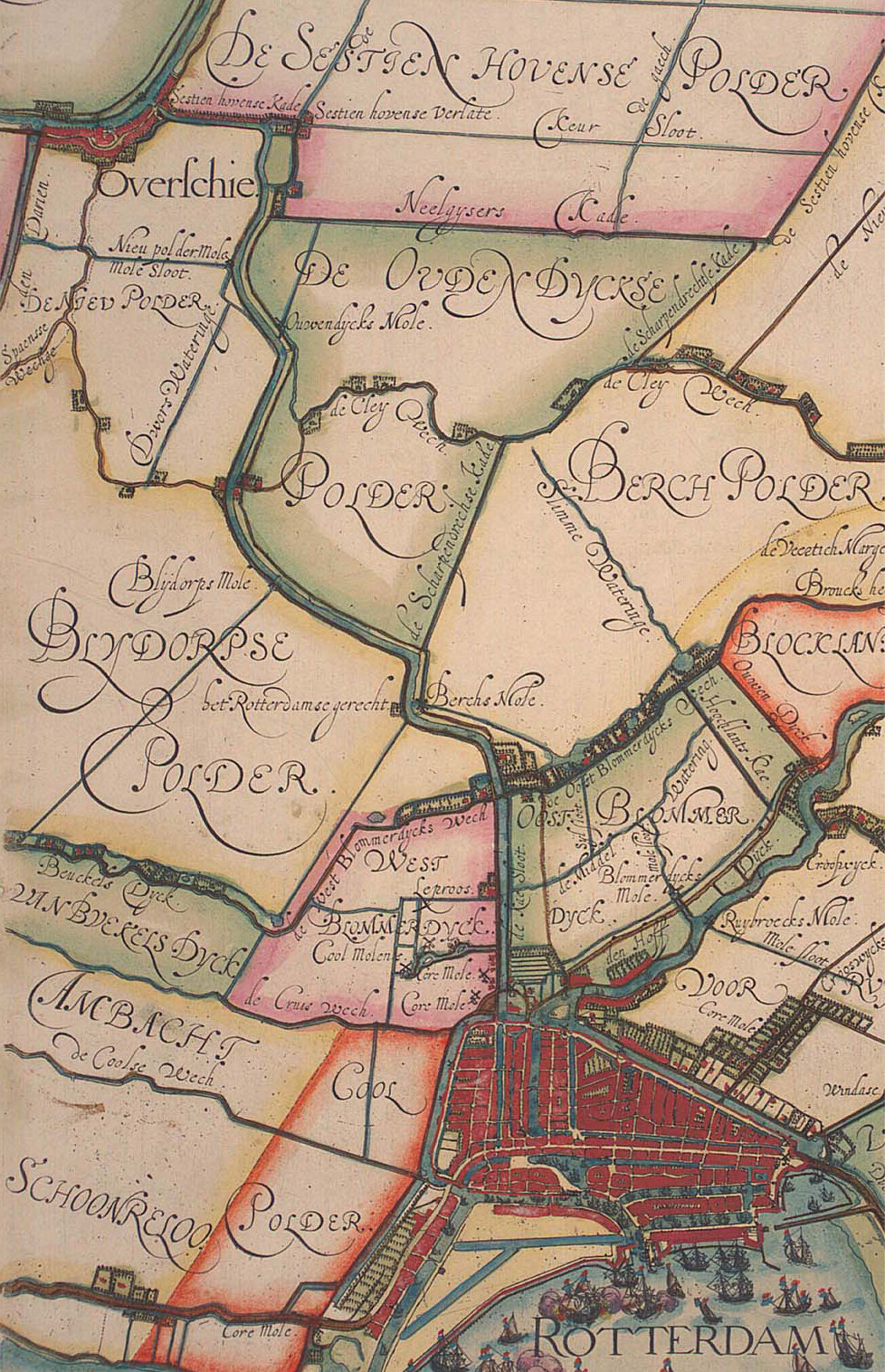
Rotterdamse Schie 1611, op een kaart van Floris Balthasar.
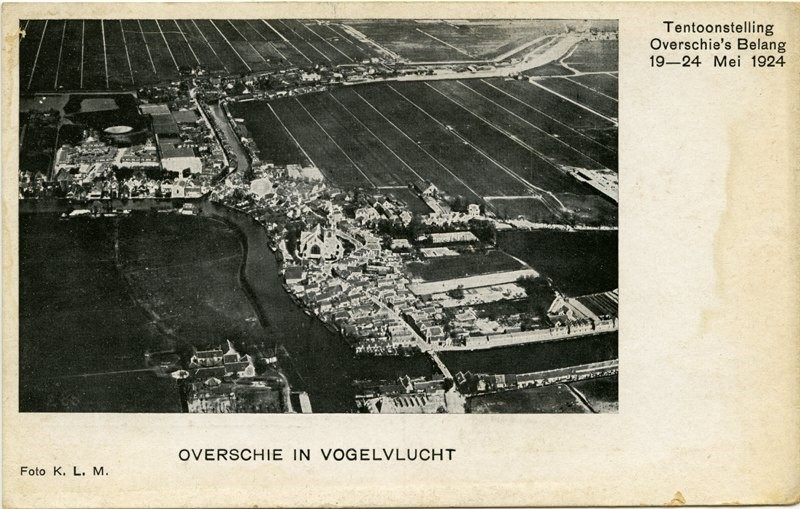
Luchtfoto Overschie uit 1924

## Prehistorie en Romeinen
Rond 4500 v.Chr. zijn door de Noordzee aan de Nederlandse kust de duinen afgezet, waarachter een gebied van meren, getijdenkreken en moerassen ontstond. In het gebied van Overschie zijn nog geen resten gevonden uit deze prehistorie, maar er is ook weinig naar gezocht. Tot aan de tweede helft van de 20e eeuw dacht men dat het gebied onbewoonbaar was. Deze gedachte was gebaseerd op wat Romeinse geschiedschrijvers over de rivierendelta geschreven hadden, zoals Tacitus in zijn Germania: Het terrein is er woest, het klimaat ruw, het leven en landschap somber. Hier kom je alleen indien het je vaderland is.
In de tweede helft van de 20e eeuw is uitgebreid aangetoond dat er wel degelijk bewoning in de Maasdelta geweest is, gezien de archeologische vondsten bij de aanleg van de Maasvlakte (1982), in Vlaardingen  (1958), Bergschenhoek (1978) en in Hekelingen (1950), zie hiervoor ook Vlaardingencultuur en Vriesland (Spijkenisse).
Uit de Romeinse tijd zijn evenmin nog sporen van bewoning gevonden, maar in 2016 is aan de westover van de Schie bij Kandelaar wel een boerderij uit de Romeinse tijd ontdekt. Ook is bekend dat vanaf Forum Hadriani (Voorburg) een zuidelijke heerweg langs de Maas en Waal naar Ulpia Noviomagus Batavorum (Nijmegen) bestaan heeft. Zie de Peutingerkaart.
De Cananefaten, de bevolking in de moerasdelta van de Maas, woonden in deze Romeinse tijd binnen de verdedigingszone van de limes, de noordgrens van het Romeinse Rijk, maar na 250 trokken de Romeinen zich terug, en trok een groot deel van deze oorspronkelijke bevolking weg.

## Middeleeuwen

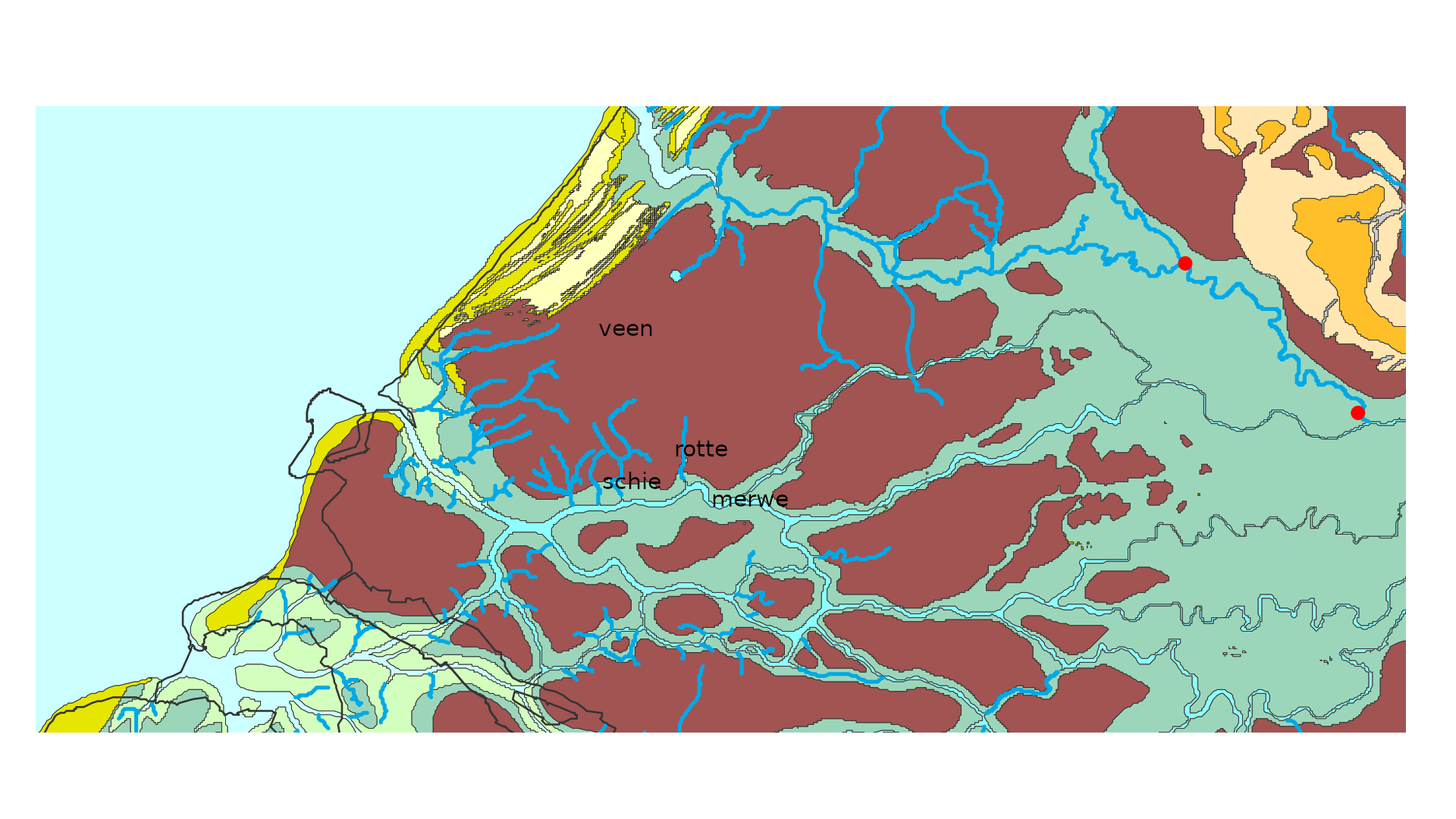
Paleografische kaart 800 na Chr.

De naam Schie wordt als eerste in de tiende eeuw genoemd als ' Sche' in een register uit de Abdij van Egmond, waarin graaf Arnulf van Gent en zijn  gemalin Lutgardis van Luxemburg aan de abdij de kapel te Schie geschonken hebben. De bouw van de eerste nederzetting werd vijftig jaar eerder geschat, op basis waarvan Overschie in 1929 het 1000-jarig bestaan vierde. Deze eerste nederzetting ontstond als ontginnings-nederzetting toen kolonisten vanuit Vlaardingen het achterliggende veenmoeras mochten ontginnen.
Schie was toen zowel de naam van het dorp als van het riviertje de Schie, dat eigenlijk een getijdenkreek was, met uitlopers diep in het veengebied. Het riviertje diende voor de waterafvoer bij eb van de sloten, die in het veengebied gegraven waren om zodoende het grondwaterpeil laag te houden.
Het riviertje mondde uit in de Merwede, de oude naam voor de Nieuwe Maas, die toen meer het karakter van een zeearm, dan van een rivier had.
De ontginning van dit veengebied vond plaats, nadat de plundertochten op Frisia - de oude naam voor het kustgebied van Zwin tot Wezer - door de Vikingen, die via de Rijn en Merwede tot aan Dorestad hun strooptochten hielden, rond het jaar 900 ten einde kwamen. Deze ontginningen, die bekend staan als de Grote Ontginning, hadden als gevolg de inklinking van het land, gepaard met een bodemverlaging van soms twee meter. Hierdoor ontstond de noodzaak van bedijking.

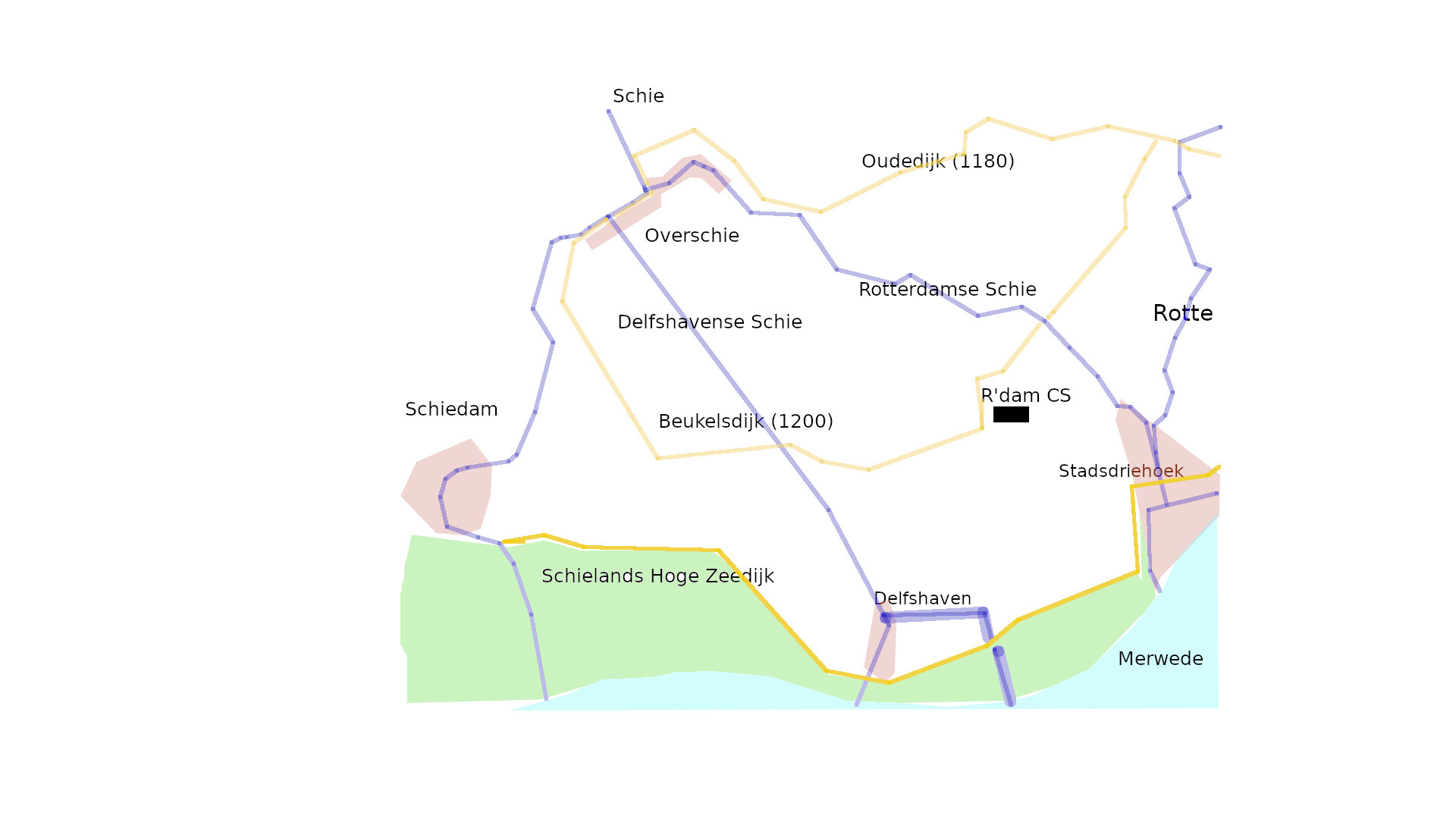
3 dijken bij Overschie

Op  1 november van het jaar 1170 woedde er een vreselijke storm, die enorme overstromingen teweegbracht. Die vloed, de Allerheiligenvloed van 1170 genoemd, kwam tot aan de stadsmuren van Utrecht, er werd daar zelfs zeevis gevangen, aldus een tekst uit de Annalen van Egmond.  
Om het land tegen deze overstromingen te beschermen werd rond 1180 - in opdracht van graaf Floris III van Holland en de Abdij van Egmond - de eerste dijk aangelegd bij Overschie, zuidwaarts langs de Schie, oostwaarts richting Hillegersberg en Rotte.
Deze oude dijken volstonden niet, daarom werd vanaf 1250 op initiatief van Willem II van Holland begonnen met de aanleg langs de Merwede van de Schielands Hoge Zeedijk , waarbij de twee riviertjes de Schie en de Rotte afgedamd werden. Het werk werd voltooid onder Aleid van Holland, zijn zus. Deze Aleid (1228-1284), die gehuwd was met Jan van Avesnes (1218-1257) kocht na de dood van haar echtgenoot in 1258 de polder Nuwer Scye (Nieuwe Schie) van Dirk Bokel en liet daar een huis bouwen.

### Van één Schie naar vier Schieën

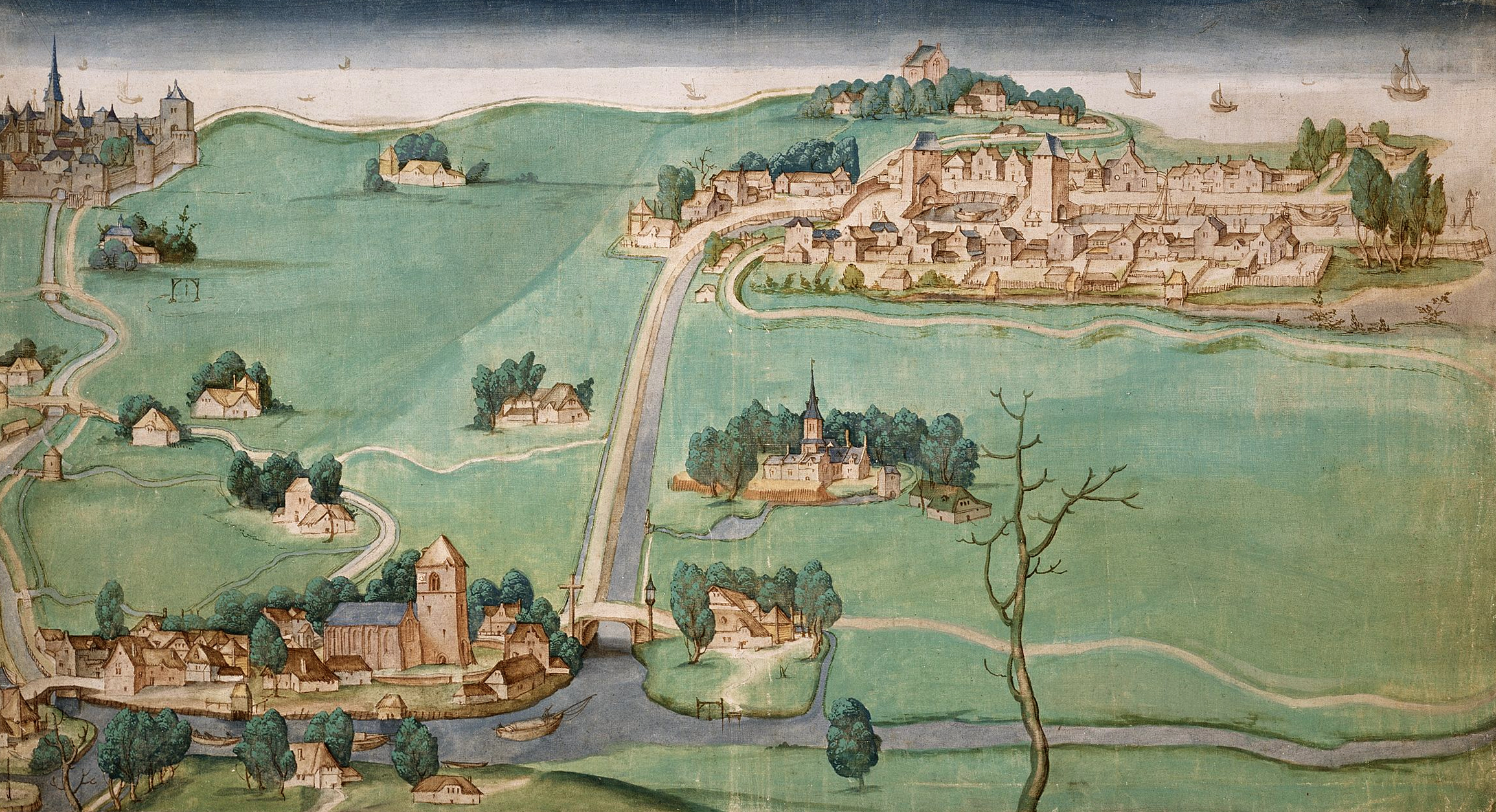
Delfshaven, Overschie en Schiebroek

Dat er bij Overschie vier Schieën bij elkaar kwamen is zowel geografisch als historisch verkeerd uitgedrukt. Er was eerst één Schie, de oude getijdenkreek, en de naar Delft doorgegraven Schie.
Op 7 juni 1340 kreeg Rotterdam stadsrechten van Graaf Willem IV van Holland. Een van de privileges die de stad Rotterdam van Graaf Willem IV kreeg, was dat Schieland medewerking moest verlenen aan de aanleg van een kanaal tussen de Schie bij Overschie en Rotterdam. De aanleg duurde van 1343 tot 1348. Het tracé is bochtig omdat bij het graven van de Rotterdamse Schie gebruik is gemaakt van bestaande waterlopen.
Hierna waren er Schieën: de Schie van Delft tot Overschie, en daarna de Schie naar Schiedam, en de Rotterdamsche Schie. Alleen het deel naar Delft is duidelijk gegraven, de benedenlopen, die gedeeltelijk de oude getijdenkreken volgden, zijn kronkelig.
Delft wilde niet afhankelijk zijn van Rotterdam voor zijn handel en van Graaf Albrecht van Beieren wist in 1389 de concessie te krijgen om een eigen Schie te graven, een kaarsrecht kanaal van Overschie naar de Schielands Hoge Zeedijk, waar Delft een eigen haven stichtte, Delfshaven.
Over zijn eigen Schie had Rotterdam met Delft hooglopende conflicten die zelfs leidden tot jarenlange afsluitingen van deze Rotterdamse Schie. Uiteindelijk werd dit conflict in 1512 door de Grote Raad van Mechelen in het voordeel van Rotterdam beslist.
Ter verduidelijking van de situatie werd op doek een situatiekaart geschilderd, links op de voorgrond Overschie, met midden links de Hoge Brug, waarbij een kruis, uiterst links de Lage Brug met linksboven via de slingerende Rotterdamse Rijweg, Rotterdam, met een galgenveld, rechtsboven Delfshaven met daarboven de Merwede met schepen.
Naar rechts zien we de oude rivierloop naar Schiedam, de brug bij Overschie links is de brug over de Rotterdamse Schie, rechts die over de nieuw gegraven Delftse Schie naar Delfshaven.
De conflicten tussen Delft en Rotterdam over de Schieën waren er niet voor niets.De trekvaart was het belangrijkste transportmiddel in die tijd. In de 17e eeuw vond 68 procent van alle vervoer plaats per trekschuit en 26 procent per beurtvaart. Slechts 6 procent ging over land.

### Kastelen in de middeleeuwen
Uit erkentelijkheid voor het verrichten van werkzaamheden zoals ontginning, inpoldering, bedijking of het bouwen en exploiteren van een (grafelijke) hoeve in Overschie kregen diverse families en personen hier het recht om een – stenen – verdedigbare woning op te richten. Hierdoor worden vanaf de 13e eeuw in en rondom Overschie verschillende kastelen of verdedigbare huizen opgetrokken:

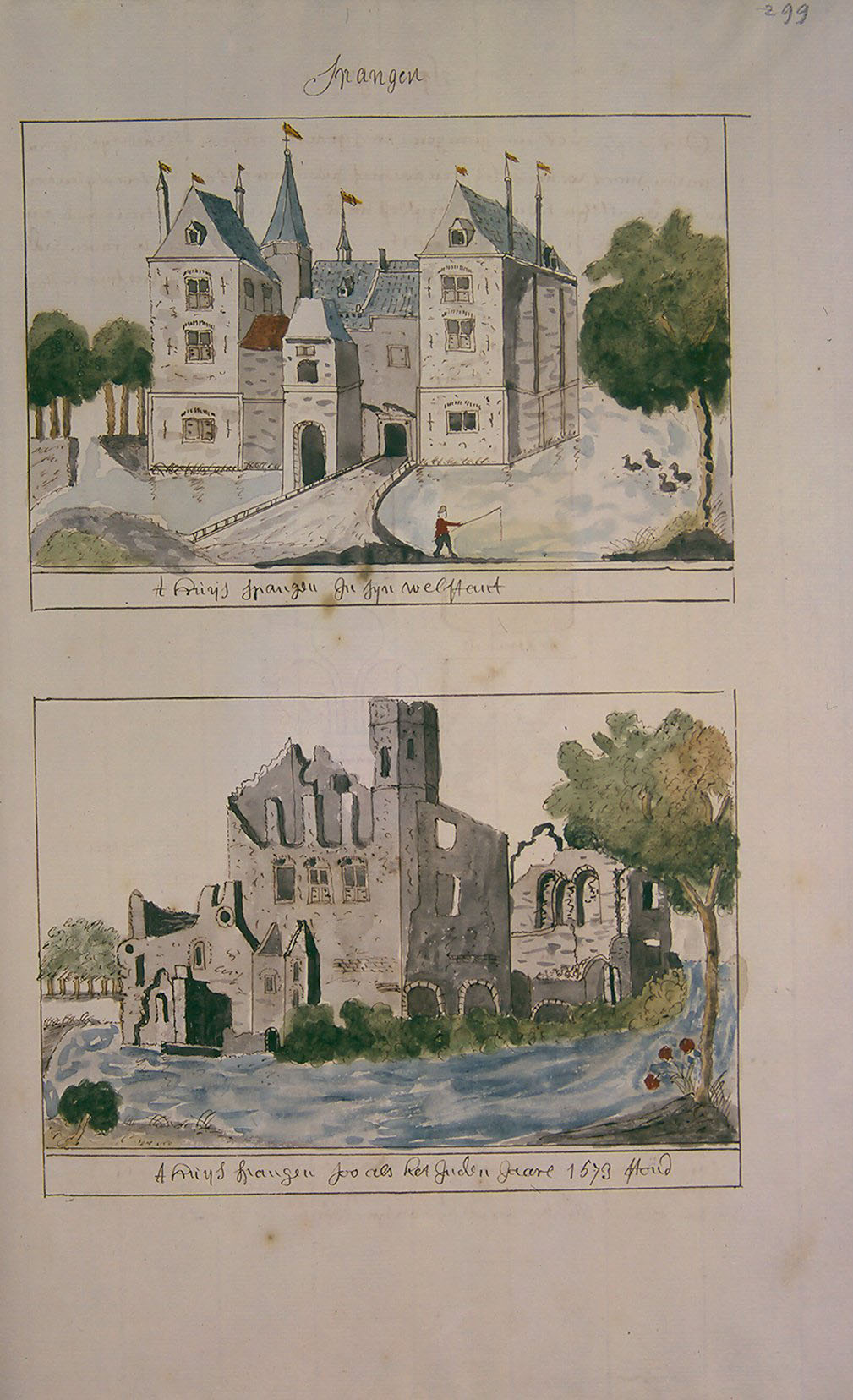
Tekening uit 1710 van kasteel ter Spangen

- De (ronde) burcht van Overschie, waarvan de restanten ontdekt werden in 1922, bij wat nu de Terpstraat heet, en die waarschijnlijk vroeger 'hof ter schie' heette, gebouwd in de 13e eeuw en toebehorend aan de abdij van egmond.
- Kasteel ter Spangen, aan de Delfshavense Schie, ten noorden van de A20, gebouwd omstreeks 1310, in 1488 verwoest, weer herbouwd en in 1572 opnieuw, nu door de watergeuzen verwoest.
- Slot Starrenburg, gebouwd in de 13e eeuw en in 1574 verwoest. Herbouw volgde in 1615, maar uiteindelijk is het kasteel verdwenen.
- Versterkte woning voor het verblijf van de abt van Egmond, gebouwd in de 13e eeuw aan de Rotterdamse Rijweg
- Hofstad Rodenrijs aan de Delftweg, even voorbij de Doenkade, gebouwd in het laatste kwart van de 13e eeuw, in bezit geweest van Johan van Oldenbarnevelt, in de 18e eeuw verbouwd tot landhuis, in 1840 gesloopt.
- ’s Gravenhuize in de Oost-Abtspolder tegenover De Hoge Brug, waarschijnlijk na de 14e eeuw gebouwd.

Aan de grenzen van Overschie lagen bij Schiedam Huis te Riviere, nu bekend als de ‘Ruïne van Mathenesse’ en even voorbij de Bovendijk, net in Berkel en Rodenrijs, het kasteel De Tempel. Van geen van deze zes Overschiese kastelen is nu nog iets zichtbaar. Sommige kastelen zijn al in de tijd van de Hoekse en Kabeljauwse twisten geslecht, sommige tijdens de Opstand tegen Spanje (zie hieronder). Dit is een van de redenen dat de rol van de adel in deze contreien al vroeg is uitgespeeld.

### Hoekse en Kabeljauwse twisten
De Hoekse en Kabeljauwse twisten vormden in de periode van 1350 tot 1495 een burgeroorlog in het graafschap Holland, met grote gevolgen voor Overschie.  
In 1351 won Graaf Willem V de slag bij Vlaardingen, waarbij de kastelen rondom Overschie in vlammen opgingen.
De oorlog werd met tussenpozen voortgezet tot 1492.

In 1488 veroverde Jonker Frans van Brederode, nauwelijks 22 jaar oud, als aanvoerder van de Hoeken de stad Rotterdam, en voerde vandaar uit strijd in en om Overschie tot aan de poorten van Delft. Voornamelijk op 6 maart 1489 voerde de Rotterdamse opstandelingen diverse keren strijd tegen de stedelingen uit Schiedam en Delft met de Slag bij Overschie, waarbij de Rotterdammers wonnen en zo een doortocht hadden om te gaan plunderen in Westland, Schieland en Rijnland. Toen Frans zich met zijn troepen moest terugtrekken werd Overschie beroofd en in brand gestoken.

### Bestuur en rechtspraak
Bestuurlijk had Overschie te maken met zowel het ambacht Overschie, ook geheten het ambacht met de 64 hoeven, als met het hoogheemraadschap van Schieland over alles wat met het water te maken had.

#### Heerlijke rechten
Overschie was een ambachtsheerlijkheid, waarvan de rechten door graaf Willem VI van Holland, in 1409 verleend werden aan Philips III van Spangen (1365-1424). Engelbrecht van Spangen (1402-1450) verkoopt deze rechten in 1432 aan Willem III van Naaldwijk (1397-1444), diens erfgenaam Hendrik IV van Naaldwijk verkoopt de rechten in 1492 aan de stad Delft.

De ambachtsheerlijkheid Hoogenban (ook ambacht van der Lecke en heer Otgiersgerechte van Cralingen genoemd) werd vermoedelijk in 1401 verleend aan Vrouwe Gillis van Cralingen. Via vererving en huwelijken komt het ambacht in 1484 bij Alyd van Kyfhoeck, die de rechten 1511 verkoopt aan de stad Rotterdam, die daarmee hoopte Delft dwars te zitten.
Haar zoon Floris naastte de koop echter in 1512. Een jarenlange juridische strijd binnen de familie van Assendelft, noopte Johan van Assendelft, de rechten in 1596 aan de stad Delft te verkopen.
Vanaf 1601 werd er voor beide heerlijkheden 1 schout benoemd.

Het ambacht Overschie had geen Hoge jurisdictie (de rechtspraak over ernstige strafzaken), die berustte eerst bij het Baljuwschap Schieland, maar gingen over naar de stad Delft, toen deze de heerlijke rechten kocht.
De jurisdictie in Overschie was enerzijds nog ingewikkelder omdat op een strook land langs de Schie, deze berustte onder de poorterij van Delft, en op een andere strook onder de poorterij van Rotterdam.De twee steden hadden daar in verband met hun belang in de vaarwegen rechtsmacht.
Daarnaast waren er de heerlijkheid van Ackersdyk, dat toebehoorde aan de Abdij van Rijnsburg, het ambacht van Schiebroek, van Beukelsdijk en van Mathenesse.

Anderzijds was het minder ingewikkeld, aangezien uiteindelijk beslist werd door de stad Delft of Rotterdam.

De heerlijke rechten, zoals het benoemingsrecht, de renten en windrecht werden in de Franse Tijd grotendeels afgeschaft. De rechten van de poorterijen kwamen weer naar het ambacht.

Dat, wat er nog restte - zoals het vis- en jachtrecht - werd door Overschiesche ingezetenen van Delft gekocht en aan de gemeente Overschie overgedragen.

#### Kerkelijk gebied
Kerkelijk besloeg Overschie een groter gebied, van Pijnacker in het noorden tot en met Mathenesse, Cool en Beukelsdijk aan de grenzen met Schiedam en Rotterdam.

#### Hoogheemraadschap
Eind 13e eeuw delegeerde Graaf Floris V van Holland een aantal bevoegdheden inzake waterschapszaken, zoals de controle op de dijkplicht van de Ingelanden, aan plaatselijke adel. In 1299 worden zij al heemraden genoemd, de hoogheemraden vormden tezamen met de baljuw het dagelijks bestuur. In 1273 werden deze bevoegdheden vastgelegd voor het gebied tussen Schie en Gouwe, dat later de naam het Hoogheemraadschap van Schieland kreeg, en in 1289 over het gebied ten westen van de Schie tot aan de Noordzee, dat later het Hoogheemraadschap van Delfland werd.

Hoogheemraden en de baljuw, die later dijkgraaf ging heten, hadden tot 1841 de wetgevende, uitvoerende en rechtsprekende macht over waterstaatsaangelegenheden binnen het ambachtsgebied van Overschie. In tegenstelling tot de ambachten veranderde er in de Franse tijd weinig, pas in 1841 werd de rechtsprekende bevoegdheid ingetrokken.
De schriftelijke neerslag van de wetgevende bevoegdheid van de hoogheemraden en de dijkgraaf was en is nog steeds terug te vinden in de keuren. Dit zijn algemeen geldende verordeningen bij waterschappen. De bevoegdheid tot vonnissen berustte deels bij het hoogheemraadschap Delfland, en deels bij het hoogheemraadschap Schieland. Het betrof niet alleen de berechting van overtreding van de keur, maar ook het beoordelen in geschillen tussen derden waarbij waterstaatkundige belangen in het geding waren. In dergelijke civiele zaken traden de hoogheemraden op als arbiters.
De Schie, die nog steeds fungeert als boezemwater voor zowel de polders in Delfland als Schieland, viel administratief onder Delfland.

## Van Middeleeuwen tot 1815
In 1568 brak de Tachtigjarige Oorlog uit. In 1572, nadat de Watergeuzen Den Briel veroverd hadden, wordt er gevochten om Rotterdam.
De Spaanse troepen onder Bossu plunderden Delfshaven en Overschie.

In 1574 belegerden Spaanse troepen de stad Leiden. Om de stad te ontzetten (Leidens Ontzet) besloten Willem van Oranje en de Staten van Holland en West-Friesland op 16 plaatsen de Hoge Zeedijk door te steken , waardoor de landerijen rondom Overschie onder water liepen.

Militair waren deze inundaties een succes, voor de bewoners met name de boeren was het minder. Door de aanleg van de Hollandse Waterlinie werd het inundatiegebied oostwaarts verschoven, waardoor Overschie tijdens de oorlogen met Lodewijk XIV van Frankrijk en daarna geen last meer van overstromingen heeft gehad.

### Bestuur en rechtspraak
In de Franse Tijd werd een begin gemaakt met de uniformering van bestuurlijk Nederland, heerlijke rechten waren deels afgeschaft, en er werden gemeentebesturen gevormd. Bestuur en rechtspraak werden gescheiden.

### Middelen van bestaan

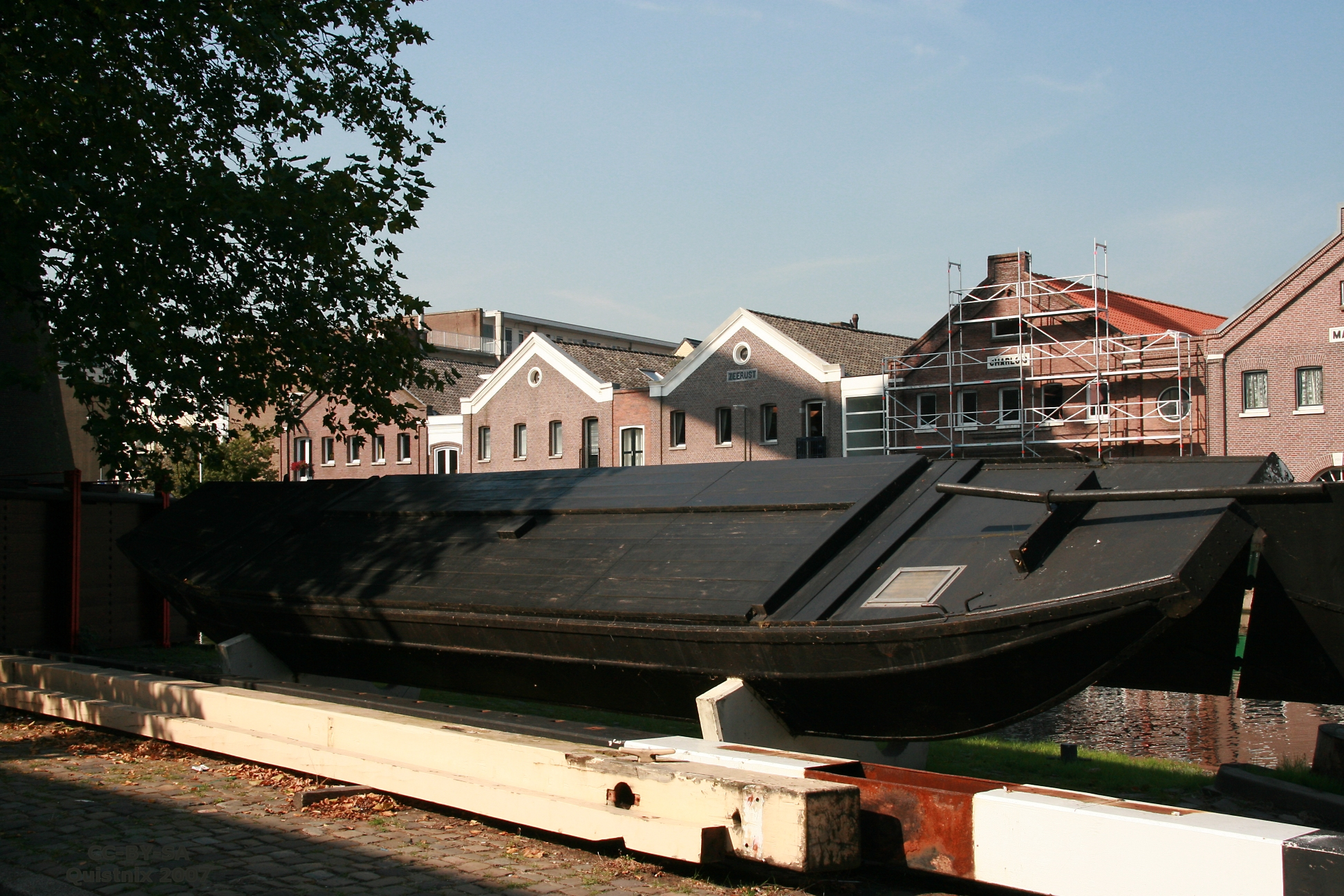
spoelingschuit

Tot aan 1700 was turfwinning de belangrijkste bron van inkomsten, maar het uitgraven van de veenpolders verarmde het land. De waterschappen namen in hun keuren daarom een compensatie-plicht op om land voor landbouw en veeteelt geschikt te maken, zo ontstonden turf-weidebedrijven.

Na de vervening ontstonden er uitgestrekte veenplassen, die men via windmolens of een combinatie van twee of drie molens , de zogenaamde molengangen droogmaalde, waardoor nieuw landbouwgebied ontstond. De oudste molens waren meestal wipmolens, later waren het meestal grondzeilers.
  
In de 17e en 18e eeuw werd het boerenbedrijf het belangrijkste middel ven bestaan, de scheepswerven kwamen op de tweede plaats. Opvallend is dat het dorp in 1795 twintig smederijen telde en in 1815 zelfs 26. In die tijd was de smederij een huisindustrie, met als afnemers voornamelijk de scheepswerven.

Ten behoeve van de passagiers van de trekschuiten, van en naar Rotterdam, Delft, Delfshaven en Schiedam kende Overschie ook veel herbergen, waar het voor deze passagiers gebruikelijk was enige tijd te vertoeven. De brug over de Rotterdamsche Schie, deze heette de Lage Brug omdat deze te laag was om schepen onderdoor te laten, noodzaakte de passagiers over te stappen.

In het begin van de 17e eeuw was jenever of genever een drankje voor medicinale doeleinden, maar werd later een alternatief voor brandy. In het laatste kwart van de 17e eeuw, vanaf ongeveer 1671 waren er zowel echte oorlogen als handelsoorlogen met het Frankrijk van Lodewijk XIV, met als gevolg soms een verbod op de import van Frans gedestilleerd, zoals cognac en brandy, soms werden deze dranken belast met importheffingen, het was in ieder geval een keerpunt voor de branderijen-industrie. Met name aan de Nieuwe Maas (Rotterdam, Delfshaven en Schiedam) beleefde de korenbanderij in de 18e eeuw een ongekende bloeitijd, in 1795 waren er in Schiedam 438 ruw-destilleerketels, waarin de granen tot ruwnat gebrand werden.
  
Voor deze industrietak waren de belangrijkste grondstoffen gerst, rogge en haver, vandaar de vele korenmolens in en rondom Schiedam. Hoewel Overschie ook enkele branderijen kende was een afvalproduct belangrijker: de spoeling. Deze spoeling, die via schuiten en schouwen aangevoerd werd, diende als voer voor koeien en varkens. Jaarlijks werden er duizenden stuks vee gemest. Zowel het varken als de vette ossen werden een exportproduct voor Overschie. De mest, die het vee produceerde, werd verkocht aan de tuinders in het Westland, deze mest werd via de Schie vervoerd met de zogenaamde westlanders.

## Moderne tijd

### Overschie als gemeente
Onder Koning Willem I der Nederlanden werden de wijzigingen inzake het benoemingsrecht deels teruggedraaid naar de situatie van voor de Franse periode en kwamen zij weer in oude handen. Pas bij Thorbecke's Grondwetsherziening van 1848 werd het gemeentebestuur echt geregeld, en was Overschie een Nederlandse gemeente.

In de periode 1865-1870 maakte J.Kuyper de gemeente-atlas van Nederland. Op de kaart van Overschie is te zien dat de bebouwing voornamelijk langs de Schieën geconcentreerd was, en dat het grootste gedeelte van de gemeente bestond uit polder, t.w. de Schieveense polders, de Zestienhovense polders, de Oudendijkse polders, de Spaanse polder en de Blijdorpsche polder. Op deze kaart is ook goed de polderindeling in tochten en sloten te zien, de tochten loodrecht op de boezem. In de 20e -eeuw is in de stratenplannen deze structuur nog steeds zichtbaar.

De noordgrens van de gemeente is het riviertje de Zweth, ten zuiden grensde Overschie aan Delfshaven, ten westen aan Schiedam en Kethel, ten oosten aan Hillegersberg en in het zuidoosten aan Rotterdam, met als uiterste oostpunt de heulbrug over de Rotterdamse Schie bij de Walenburgerweg.

### Groei van Overschie in cijfers

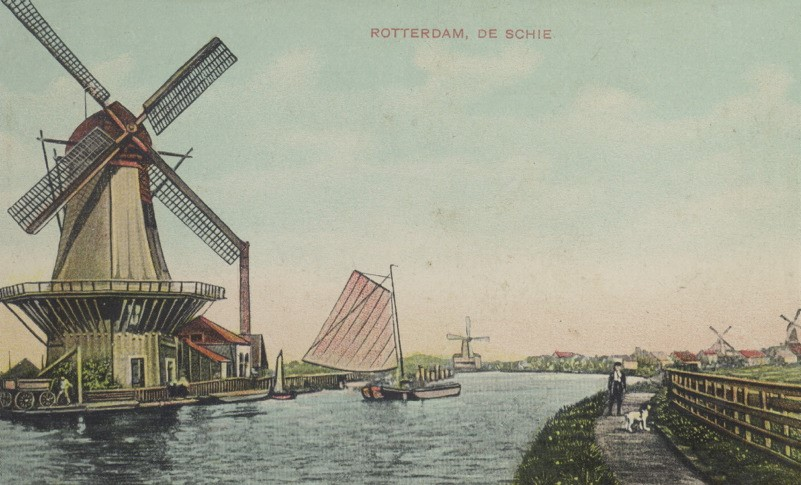
Oudendijkse bovenwatermolen Overschie
met erachter het nieuwe stoomgemaal

Voor de Franse tijd was er geen burgerlijke stand met bevolkingscijfers, wel waren er belastingkohiers, waarin een administratie van grondbezit en huizen te vinden is.
In onderstaande tabel is te zien hoe Overschie in de loop der eeuwen gegroeid is.
| Jaar | Aantal huizen | Bevolking | Overig                                                                        | Opmerkingen                                                     |
| ---- | ------------- | --------- | ----------------------------------------------------------------------------- | --------------------------------------------------------------- |
| 1514 | 65            |           |                                                                               |                                                                 |
| 1632 | 128           |           |                                                                               |                                                                 |
| 1632 | 128           |           |                                                                               |                                                                 |
| 1674 |               | 900       | 1 korenmolen 5 watermolens                                                    |                                                                 |
| 1732 | 229           |           | 1 korenmolen                                                                  |                                                                 |
| 1794 | 274           | 1687      |                                                                               | inclusief Hogenban                                              |
| 1815 | 407           | 2128      | 1 koren-,1 snuif-,2 verf- en 8 houtzaagmolens 12 watermolens en 3 molengangen | inclusief polder Schieveen                                      |
| 1900 | 644           | 4000      |                                                                               | De watermolens zijn vervangen door elektrische of stoomgemalen. |
| 1925 |               | 6000      |                                                                               | De wijk Schiewijk wordt gebouwd.                                |
| 1941 | 2200          | 11639     |                                                                               | Bij de annexatie door Rotterdam                                 |

### Middelen van bestaan

#### Voor 1890 voornamelijk agrarisch

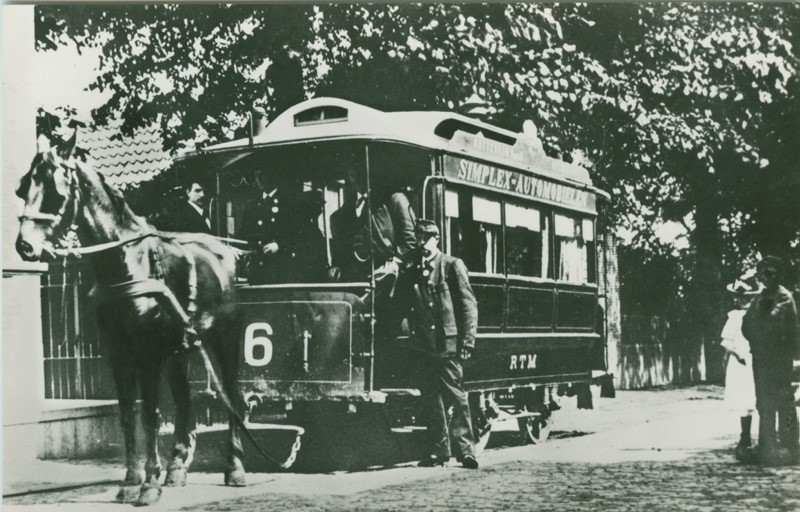
Paardentram lijn 6 tussen slagveld en Overschie

In de 19e eeuw bleef Overschie een landelijk karakter houden, met molens langs de Schie en trekschuiten erin. Die molens waren voornamelijk watermolens, niet dat zij op waterkracht draaiden, maar zij dienden om het water uit de polders omhoog te malen en worden daarom meestal poldermolens genoemd. Daarnaast waren er meerdere industriemolens, voornamelijk voor de houtzagerij. De ligging aan het water was vooral gunstig voor aanvoer en opslag van de boomstammen. Was het hout eenmaal gezaagd dan vertrok het per schip via dezelfde weg. De meeste zaagmolens stonden langs de Rotterdamse Schie, allereerst - vanaf de 18e eeuw - bouwde men paltrokmolens, in de 19e eeuw stapte men over op stellingmolens.
In 1815 waren er ongeveer 50 grote boerenbedrijven en 150 kleinere. Aan de Beukelsdijk, aan de grens met Rotterdam hadden boeren op betrekkelijk weinig weiland in het voorjaar 200 â 300 stuks vee. De landbouwboeren verbouwden voornamelijk rogge, haver en gerst.
De “spoelingindustrie” bereikte zijn hoogtepunt in de tweede helft van de negentiende eeuw.
Het gezegde luidt vele varkens maken de spoeling dun, maar de spoeling werd niet dun door de varkens, maar doordat de jeneverindustrie steeds efficiënter de vaste stoffen uit de granen haalde. Het watergehalte kwam tot boven de 90%, waardoor de boeren zich genoodzaakt zagen met meel en mais bij te voeren.
Tussen Overschie-dorp en de Zweth werden buitenplaatsen aangelegd, zoals het in 1794 al befaamde Zwethheul. Particuliere landgoederen waren buitenplaats "De Tempel" en "Het Leeuwenhof", een toeristische theetuin was Land- en Schiezicht. De boerenhofstede Blijdorp werd in de 18e eeuw omgevormd tot een buitenplaats door de Rotterdammer Adriaen Prins.
Eind 19e eeuw had de Rotterdamse Schie vrijwel geen functie meer als trekvaart, er kwamen motorbootjes en voor personenvervoer werd de verbinding met Rotterdam onderhouden door een paardentram vanuit Rotterdam-Slagveld (ongeveer bij het huidige Hofplein).

#### 1890-1941 de industrialisatie

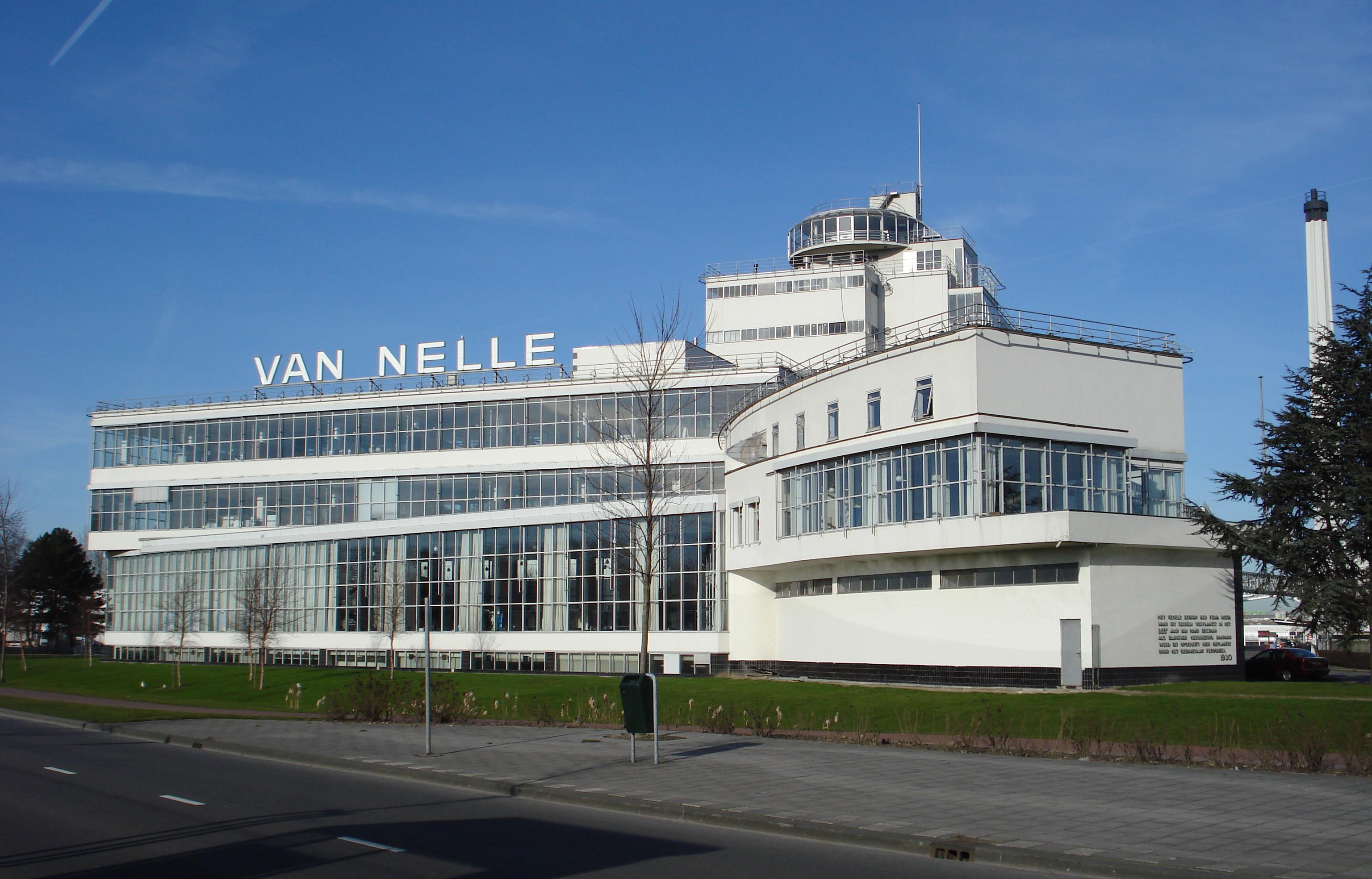
De Van Nelle-fabriek aan de Schie

De industriële revolutie kwam in Nederland laat op gang, zeker in Overschie.

Rond 1900 verhuisden een aantal bedrijven uit de overvolle Rotterdamse binnenstad naar de terreinen langs de Delfhavense Schie. Ook de aanleg van het Schie-Schiekanaal tussen de Delfshavense en Rotterdamse Schie was een stimulans voor bedrijven om zich in dit gebied - de zogenaamde Kleine Polder - te vestigen.

De industrie in Delft kreeg zuidelijke uitlopers, richting Overschie. In de periode 1920-1925 werd in de Schieveense polder ten noorden van het oude dorp, een forensenwijk gebouwd met gemeentewoningen, ten zuiden werd grond voor particuliere villabouw uitgegeven. In de periode 1930-1933 werd Rijksweg 13 tussen Delft en Overschie aamgelegd.
De industrie concentreerde zich in de Spaanse Polder.

De later wereldberoemde Van Nellefabriek was niet het eerste maar wel het bekendse bedrijf, dat zich in Overschie vestigde , andere bekende bedrijven waren de houthandel van de familie van Stolk en de Rotterdamse Marmer Industrie.
De latere annexatie van Overschie door Rotterdam was eigenlijk meer een economisch belang dan - zoals bij de latere gemeentelijke herindelingen - een bestuurlijk belang.

## De annexatie door Rotterdam
De eerste stap in de overname van Overschies grondgebied door Rotterdam was de aankoop van het stuk grond waar het nieuwe Station Rotterdam Delftsche Poort moest komen. Dit station werd in 1877 opgeleverd, en in 1894 werd de grond via een wetswijziging aan de gemeente Rotterdam toegevoegd.

In de periode 1860 tot 1900 groeide de bevolking van de stad Rotterdam van 108.000 inwoners naar 330.000. De huisvesting van de vele aangetrokken arbeiders begon problemen op te leveren. In eerste instantie werd er ten zuiden van de Nieuwe Maas (op Charlois) en op Kralingen  gehuisvest, maar aangezien Kralingen geen rioolstelsel had, ontstonden er problemen als stankoverlast. De Tweede Kamer greep hierop in, en besloot in 1894 tot annexatie van Kralingen door Rotterdam.

In diezelfde tijd maakten projectontwikkelaars ook plannen voor woningen in de polders Blijdorp, dat Overschies was, en in de polders van de gemeente Hillegersberg, maar men trok wel lering uit wat er in Kralingen gebeurd was, waardoor de onderhandelingen tussen de drie partijen (de gemeente Overschie, de gemeente Rotterdam en de projectontwikkelaars) moeizaam verliepen.

Door de aanleg van de Ceintuurbaan in 1898 werd de polder Blijdorp in tweeën gedeeld. In 1902 kwam het oostelijk deel van Blijdorp, tegelijk met de Oud-Mathenesse polder, die ten zuiden van de spoorlijn naar Delft lag, via een wetswijziging naar Rotterdam.

In de jaren daarna werden volop plannen gemaakt voor industrieterreinen langs de Ceintuurbaan, met bijbehorende woningbouw, tussen Rotterdam en het zich ook uitbreidende Delft. In 1937 gingen B&W van Overschie akkoord met een voorstel tot een nieuwe grenswijziging, waarmee men naar verwachting tot het jaar 2000 vooruit kon.

Als ingangsdatum werd 1 mei 1940 bepaald.

Nog geen veertien dagen later kwam het bombardement, dat de hele Rotterdamse binnenstad verwoestte. Burgemeester Pieter Oud van Rotterdam diende in 1941 heropbouwplannen in, waarin de annexatie per 1 juli 1941 van Overschie begrepen was. Zo geschiedde, en hield de gemeente Overschie, wel een maand later, op 1 augustus 1941 op te bestaan.

## Geboren in Overschie en andere bekende inwoners
- Ludolf de Jongh (1616-1679) schilder, koopman en bestuurder
- Abraham van Beijeren (1620-1690) kunstschilder
- Martinus Anne Wijnaendts (1793-1842) wethouder van Delft, lid Gedeputeerde Staten, lid Tweede Kamer
- Cornelis Ouboter van der Grient (1797-1868), schilder en graficus
- Louise Frederike Wijnaendts (1845-1890), strijdster voor vrouwenrechten
- Luitzen Egbertus Jan Brouwer (1881-1966), wiskundige en filosoof, grondlegger van de intuïtionistische wiskunde
- Louis Bolk (1866-1930), een anatoom en embryoloog
- Johannes Hendrikus Scholten (1904-1981), kunstschilder
- Willem van der Lee (1906-1984), tuinarchitect en directeur van Keukenhof
- Jan Louis de Kroes (1924-2020), hoogleraar aan de TU Delft
- Jean Schalekamp (1926-2015), schrijver en vertaler
- Jules Deelder (1944-2019), schrijver, dichter en nachtburgemeester van Rotterdam
- Martin van Waardenberg (1956), acteur, cabaretier, scenarioschrijver

## Nog bestaande bezienswaardigheden

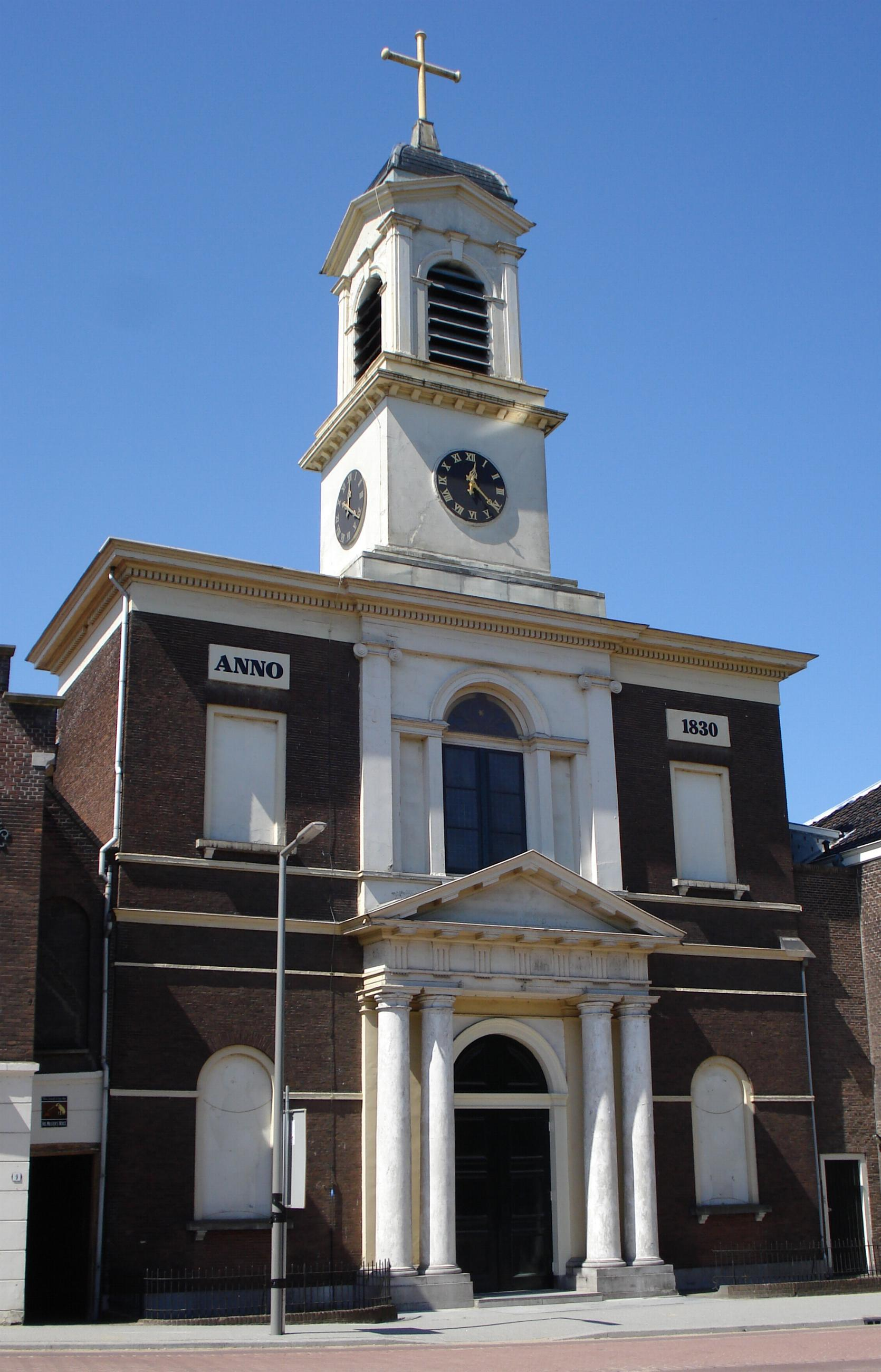
Kerk van St. Petrus' Banden

- Museum  Overschie gevestigd in drie historische panden. (sinds 1 januari 2023 is het museum veranderd in Museum Overschie)
- Molen de Speelman, vroeger molen de Hoop, verplaatst in 1971 naar de Kleiweg.[22]
- Grote Kerk (PKN) gebouwd in 1899-1902 in neogotische trant voorzien van een romaniserend interieur met jugendstil-elementen naar ontwerp van B. Hooykaas, nadat de oude, in oorsprong middeleeuwse, kerk door brand was verwoest.
- R.K. Kerk van St. Petrus' Banden. Neo-klassicistische zaalkerk met aan de voorgevel een zuilenstelling met fronton. Boven de gevel een houten klokkentoren met koepeldak. Inwendig gekoppelde Jonische pilasters tegen de gepleisterde wanden, waarboven een kroonlijst, van waar een cassettenplafond opgaat. Gebouwd in 1831 door P. Adams. Rijk gesneden neobarokke preekstoel uit de bouwtijd; zilverwerk uit de 18e en 19e eeuw. Mechanisch torenuurwerk, Eijsbouts, 1922. Tweeklaviers pneumatisch orgel met vrij pedaal, gemaakt in 1904 door de firma L. Ypma & Co.
- Het voormalig ambachtshuis uit circa 1600, daarna Raadhuis, verbouwd in 1860.
- Hogebrug: Boogbrug met vier gebeeldhouwde wapens in cartouches, derde kwart 17e eeuw.
- Brugwachtershuis met twee gevelstenen, waarvan een gedateerd; 1637. Drie puntgevels, vensters met ontlastingsbogen en houten kruiskozijnen. Gerestaureerd.
- Buitenplaats De Tempel in het hoofdgebouw een psychoterapeutische gemeenschap, het park is openbaar.
- Boerderij "De Honderdmorgen". 17e-eeuwse hoeve met pannen wolfdak en vensters met 18e-eeuwse schuiframen. Bakstenen schuren met pannen wolf- en zadeldaken.

## Trivia
- Aan de oever van de Rotte, tussen Delft en Overschie, zat een kikvors luid te wenen ... is een kinderliedje met vele variaties. Dat Overschie aan de Rotte zou liggen is een dichterlijke vrijheid.